# Laisenia Qarase
Laisenia Qarase (Vanua Balavu, 4 febbraio 1941 – Suva, 21 aprile 2020) è stato un politico e banchiere figiano, a lungo primo ministro del suo paese.
Perseguì sempre l'idea di una società gerarchica tradizionale, a favore dunque degli interessi della popolazione indigena, ritenendo invece meno importante il concetto di democrazia.

## Biografia
Laureato all'Università di Auckland, fu direttore della Development Bank dal 1983 al 1998, poi della Merchant Bank negli anni 1998 e 1999, dopodiché entrò in politica.
Nel luglio 2000, dopo essere stato eletto senatore, Laisenia Qarase divenne primo ministro  delle Figi, in un governo di transizione a causa della crisi politica, dato che il suo predecessore Mahendra Chaudhry era tenuto in ostaggio da un oppositore, George Speight.
Nel luglio 2001, a seguito di nuove elezioni, Qarase fu riconfermato nella sua carica.
Venne rieletto anche nel 2006, ma a causa di un golpe militare fu destituito e il suo posto fu occupato da Jona Senilagakali.
Nell'agosto 2012, Laisenia Qarase fu condannato dall'Alta Corte a un anno di carcere per reati di corruzione risalenti agli anni in cui era stato al potere. Dopo 8 mesi venne rilasciato.

## Vita privata
Dal matrimonio con Leba ebbe 5 figli.